# 桜のあと (all quartets lead to the?)
「桜のあと (all quartets lead to the?)」 (さくらのあと オール・カルテッツ・リード・トゥ・ザ？)は、UNISON SQUARE GARDENの8thシングル。2013年11月6日にトイズファクトリーより発売された。

## 概要
前作「リニアブルーを聴きながら」より約1年2ヶ月ぶりのシングル。4thアルバム『CIDER ROAD』リリース後最初のシングルである。
表題曲は、アニメ『夜桜四重奏 〜ハナノウタ〜』のオープニングテーマ。また、カップリング曲の「ノンフィクションコンパス」は、OAD『夜桜四重奏 〜ツキニナク〜』のオープニングテーマとして起用されている。
初回限定盤はDVD付きで、表題曲のMVの他に、恵比寿LIQUIDROOMで行われた「LIQUIDROOM 9th ANNIVERSARY presents "UNDER THE INFLUENCE"」のライブ映像が収録されている。

## 楽曲について
桜のあと (all quartets lead to the?)
アニメ『夜桜四重奏 〜ハナノウタ〜』オープニングテーマ。
MVはロングウッドステーション（千葉県）で撮影されている。
ノンフィクションコンパス
OAD『夜桜四重奏 〜ツキニナク〜』オープニングテーマ。仮題は「世界の真ん中、心の真ん中」だった。
この楽曲はお蔵入りにする予定であったがタイアップが決まったため歌詞を変えてそのまま主題歌にさせた為、書き下ろし楽曲ではない。
カップリング曲にタイアップがついたのは「カウンターアイデンティティ」に続き2回目だが、この曲がアルバム『Catcher In The Spy』に収録されることはなかった。なお、15周年記念B面集アルバム『Bee-Side Sea-Side 〜B-side Collection Album〜』には再ミックスのうえ収録されている。
セク×カラ×シソンズール
『Catcher In The Spy』の初回限定盤の特典Discにライブ音源で収録されている。
15周年記念B面集アルバム『Bee-Side Sea-Side』に原曲のまま収録。

## 収録曲

### CD
| 全作詞・作曲: 田淵智也、全編曲: UNISON SQUARE GARDEN。 |                                          |          |            |      |
| #                                                      | タイトル                                 | 作詞     | 作曲・編曲 | 時間 |
| 1.                                                     | 「桜のあと (all quartets lead to the?)」 | 田淵智也 | 田淵智也   | 4:44 |
| 2.                                                     | 「ノンフィクションコンパス」             | 田淵智也 | 田淵智也   | 4:58 |
| 3.                                                     | 「セク×カラ×シソンズール」               | 田淵智也 | 田淵智也   | 4:35 |
| 合計時間:                                              | 合計時間:                                | 14:17    |            |      |

### DVD（初回限定盤のみ）
| #  | タイトル | 作詞 | 作曲・編曲 |
| -- | --- | ---- | ---------- |
| 1. | 「「桜のあと (all quartets lead to the?)」MV」                                                               |      |            |
| 2. | 「マスターボリューム」(「LIQUIDROOM 9th ANNIVERSARY presents “UNDER THE INFLUENCE”」@恵比寿LIQUIDROOM)       |      |            |
| 3. | 「WINDOW開ける」(「LIQUIDROOM 9th ANNIVERSARY presents “UNDER THE INFLUENCE”」@恵比寿LIQUIDROOM)             |      |            |
| 4. | 「ため息 shooting the MOON」(「LIQUIDROOM 9th ANNIVERSARY presents “UNDER THE INFLUENCE”」@恵比寿LIQUIDROOM) |      |            |